# Denton Cooley

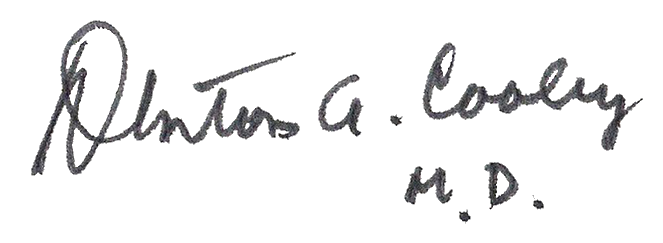
La firma di Denton Cooley

Denton Cooley (Houston, 22 agosto 1920 – Houston, 18 novembre 2016) è stato un cardiochirurgo statunitense, famoso in tutto il mondo per aver eseguito il primo impianto di cuore artificiale in un essere umano. Primario del reparto di chirurgia del Texas Heart Institute, direttore di Chirurgia Cardiovascolare del St. Luke Hospital, consulente in Chirurgia Cardiovascolare presso il Texas Children’s Hospital, e professore di Chirurgia alla University of Texas Medical School di Houston..

## Biografia

### Istruzione e carriera
Studente dotato, Denton Cooley si qualifica come star del basket sia al liceo che all'università. Inizialmente intenzionato a seguire le orme del padre dentista, intraprende presto una brillante carriera nel campo della medicina.
Nell'agosto del 1944 consegue la laurea in medicina presso la Johns Hopkins University Medical School di Baltimora, dove inizia a lavorare con il dottor Alfred Blalock, affiancandolo nel primo intervento di "Blue Baby" per la correzione di un difetto cardiaco congenito in un bambino.
Dopo aver terminato il suo corso di laurea, Cooley entra alla University of Texas Medical Branch a Galveston. Nel febbraio del 1946 il suo programma di formazione viene interrotto da una chiamata al servizio attivo, presso il Brooke Army Medical Center di San Antonio, dove ricopre il ruolo di capo dei servizi chirurgici. Aveva venticinque anni, e anche se non aveva mai rimosso una cistifellea, era già un cardiochirurgo in maturazione. La sfida di andare in chirurgia generale con poca esperienza pratica non lo preoccupava. Un medico al servizio, in genere, considera il suo incarico un periodo di inattività forzata, Cooley invece vede in questi due anni un motivo di crescita professionale e chiede al Dr. Blalock un aiuto per ottenere un incarico che gli consenta di continuare la sua attività di chirurgo.
Nel 1950 Cooley ritorna a Houston per ricoprire la cattedra di chirurgia presso il Baylor College of Medicine. Durante lo stesso anno, inizia a lavorare con Michael E. DeBakey, nei confronti del quale manifesta una totale dedizione. Nel 1960 riprende la sua attività chirurgica presso il St. Luke's Episcopal Hospital, continuando però ad insegnare alla Bylor fino al 1969. Nel 1968 inizia la sua collaborazione con Domingo Liotta per la realizzazione del primo cuore artificiale.

### 1969: Il primo trapianto di cuore artificiale
Il cuore artificiale è il prodotto di anni di studi da parte di ricercatori di tutto il mondo, frutto di conoscenze accumulate e condivise tra i membri di varie organizzazioni , tra cui l'American Society for Artificial Internal Organs. È stato costruito presso la Baylor University College of Medicine.  Nel 1969 Cooley, in collaborazione con il Dott. Domingo Liotta, esegue, per la prima volta nella storia della medicina, un trapianto di cuore artificiale.
L'innesto è realizzato nel tentativo di salvare la vita di un paziente, Haskell Karp, in condizioni disperate, nell'attesa di un donatore.
L'uomo, di quarantasette anni, sopravvive con questo dispositivo per sessantadue ore. Due giorni dopo l'impianto del cuore artificiale giunge l'annuncio del “compiuto miracolo” : il donatore è stato trovato.
Ma l'intervento non riesce e il paziente muore, dopo circa trenta ore, in seguito a una crisi di rigetto complicata da polmonite e insufficienza renale.  Cooley finisce sotto accusa e la temerarietà dell'intervento gli vale l'espulsione dalla Baylor University.

### Il rapporto medico-paziente
Attivamente operante nelle società mediche, Cooley crede fermamente nella necessità di mantenere una stabile organizzazione in ambito clinico, al fine di gestire e risolvere, nella maniera più razionale possibile, i vari casi. La sua reputazione è, infatti,  quella di mago della tecnica.
Nel 1949 Cooley si reca in Inghilterra al Brompton Hospital dove entra in collaborazione con Sir Russell Brock. Frequentando gli ospedali inglesi, riname colpito dalla dedizione del chirurghi britannici nei confronti dei loro pazienti, ma  è comunque scettico riguardo alla sua utilità. Cooley è convinto che la soluzione del rapporto chirurgo-paziente, dal chirurgo fino agli infermieri, è rappresentata da un team altamente specializzato. È consapevole di essere doppiamente vulnerabile alle richieste dei pazienti, ma preferisce assumere un atteggiamento di distanza professionale, temperata con preoccupazione. Quello che si impone di realizzare è un comportamento che limiti il più possibile il coinvolgimento emotivo con i pazienti, al fine di velocizzare i processi di guarigione.  Cooley conosce bene i problemi e le sofferenze dei reparti, e non mette in discussione il valore terapeutico dell'accortezza personale, ma il pericolo emozionale del chirurgo, di diventare troppo coinvolto con casi ad alto rischio, potrebbe influenzarne il giudizio, la stabilità e le prestazioni.

### Onori e riconoscimenti
- Nel 1984 viene premiato con la Medaglia presidenziale della libertà da Ronald Reagan, la più alta onorificenza civile della nazione;
- Il Premio René Leriche, la più alta onorificenza della International Surgical Society;
- Premiato con la National Medal of Technology da Bill Clinton nel 1998;
- È membro dell'Accademia Serba delle Scienze e delle Arti del Dipartimento di Scienze Mediche.

C'è un busto in bronzo del Dott. Cooley nella hall del Texas Heart Institute e una poesia sul muro accanto:
| Isn't it strange              | Non è strano                                 |
| that princes and kings,       | Che principi e re,                           |
| And clowns that caper         | E i clown che fanno le capriole              |
| in sawdust rings,             | Nei cerchi di fuoco,                         |
| And common people             | e la gente comune                            |
| Like you and me               | come te e me                                 |
| Are builders for eternity?    | sono costruttori per l'eternità?             |
| Each is given a bag of tools, | A ognuno viene dato un sacchetto di utensili |
| A shapless mass,              | Una massa informe                            |
| A book of rules;              | Un libro di regole                           |
| each must make -              | E ognuno deve fare -                         |
| Ere life is flown -           | Prima che la vita voli via -                 |
| A stumbling block             | Una pietra d'inciampo                        |
| Or a stepping stone.          | O un trampolino di lancio                    |